# Hippaphesis granicornis
Hippaphesis granicornis là một loài bọ cánh cứng trong họ Cerambycidae.